# 고자카이정
고자카이정(일본어: 小坂井町)은 아이치현 호이군에 있었던 정이다. 도요카와시와 도요하시시에 인접하고 있으며 2010년 2월 1일부로 도요카와시와 합병했다.

## 지리
도요카와 강 하구와 가깝고 도요하시 평야에 위치한다. 정내에 산은 없고 가장 높은 곳도 해발 10m 정도로 평탄한 지형이다. 바다에는 면하고 있지 않다.

## 역사
- 1889년 10월 1일 - 정촌제 시행으로 호이 군 도요아키 촌, 이나 촌이 성립하였다.
- 1906년 9월 12일 - 도요아키 촌과 이나 촌이 합병해 고자카이 촌이 되었다.
- 1926년 9월 12일 - 정으로 승격해 고자카이 정이 되었다.
- 2010년 1월 30일 - 합병에 앞서 고자카이 정사무소 폐청식을 개최하였다.
- 2010년 2월 1일 - 도요카와 시에 편입, 자치체로서는 소멸하였다.

## 교통

### 철도
- 도카이 여객철도
  - 이다선
  - 도카이도 본선

- 나고야 철도
  - 나고야 본선

### 도로
- 국도 1호선
- 국도 151호선
- 국도 247호선